# 701 (szám)
A 701 (római számmal: DCCI) egy természetes szám, prímszám.

## A szám a matematikában
A tízes számrendszerbeli 701-es a kettes számrendszerben 1010111101, a nyolcas számrendszerben 1275, a tizenhatos számrendszerben 2BD alakban írható fel.
A 701 páratlan szám, prímszám. Normálalakban a 7,01 · 102 szorzattal írható fel. Mírp.
A 701 négyzete 491 401, köbe 344 472 101, négyzetgyöke 26,47640, köbgyöke 8,88327, reciproka 0,0014265. A 701 egység sugarú kör kerülete 4404,51290 egység, területe 1 543 781,772 területegység; a 701 egység sugarú gömb térfogata 1 442 921 362,5 térfogategység.
A 701 helyen az Euler-függvény helyettesítési értéke 700, a Möbius-függvényé −1.